# Alchi
El poble d'Alchi està situat a la regió de Ladakh (Jammu i Caixmir, Índia), a la riba esquerra de l'Indus i proper de Saspol. Aquest lloc és conegut, sobretot, pel seu antic monestir: el Choskhor (enclavament religiós) d'Alchi. Té, a més el palau de Sonam Dorje

## El Choskhor d'Alchi

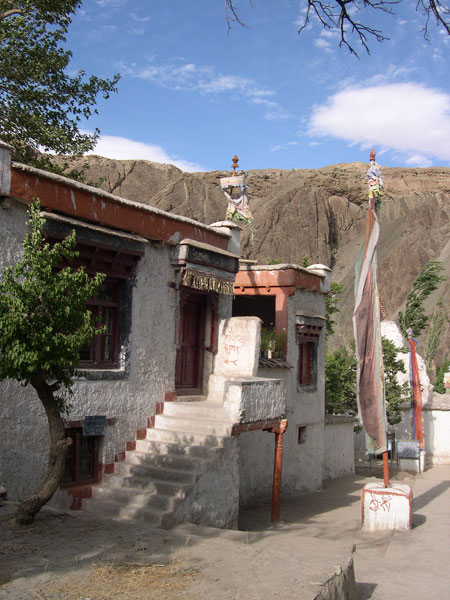
El Choskhor d'Alchi

El Choskhor d'Alchi és considerat com un les grans llocs del budisme per la bellesa de la seva decoració mural, factor que s'afegeix a la seva antiguitat. Aquest és un centre de budisme tibetà però amb la particularitat de la forta influència artística, per proximitat, del Caixmir islàmic.
Hom considera que aquesta influència fou impulsada per l'enviament, per part del rei Yeshe Oe, d'una vintena de joves a estudiar al Caixmir. Després de set anys només dos seguien vius i van poder retornar al seu país, impregnats d'una cultura nova, un d'ells fou Rinchen Sangpo, conegut per les seves traduccions de textos fins llavors desconeguts, també va destacar com a constructor i es va rodejar de trenta-dos artesans del Caixmir. Fou un deixeble de Rinchen Sangpo qui es va encarregar de la construcció del complex d'Alchi. Des de fa un centenar d'anys, aquest lloc depèn del monestir de Likir.

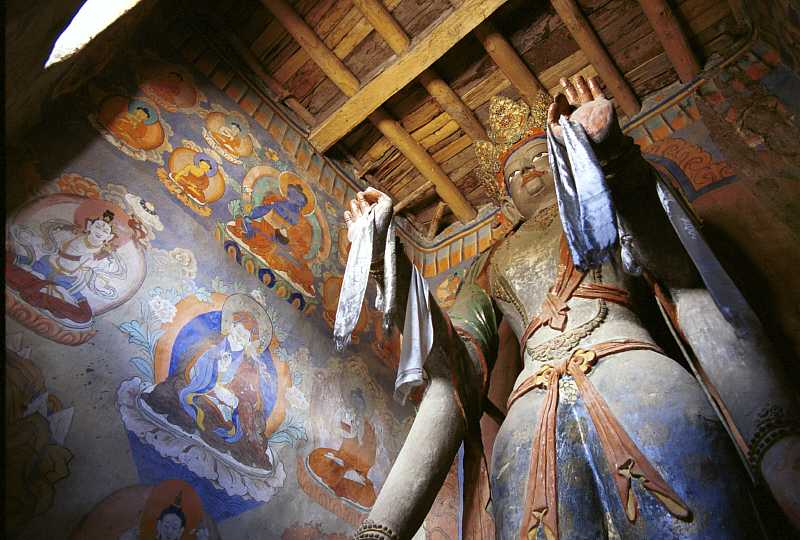
Imatge de Tara, a Alchi

Aquest complex té cinc dependències principals, entre patis arbrats i multitud de chortens o estupes. Aquestes dependències són: el Dukhang, Sumtseng, Lotsawa Lakhang, Jampal Lakhang i Tsoma Lakhang.
- El Dukhang

És una sala d'assemblees, precedida d'un pati. Està dedicat a Vairocana, que ocupa ell lloc central, als seus costats: Ratnasambhava, Akshobya, Amitabha i Amoghasiddhi. Els murs són decorats amb representacions de mandales.
- El Sumtseng

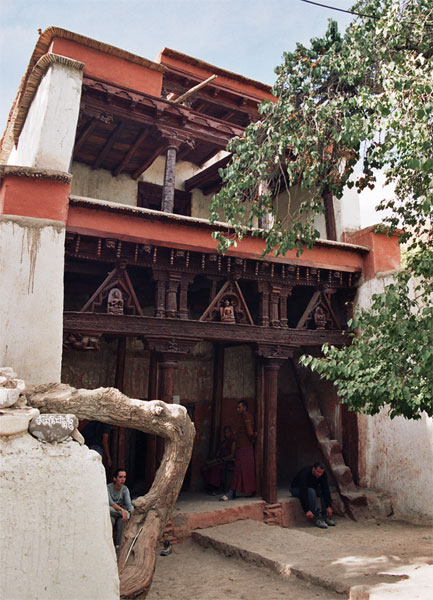
Façana del Sumtseng

El Sumtseng (Tres Pisos) Exteriorment de fusta. Es tracta d'un temple bastit en tres nivells, és de reduïdes dimensions i està centrat per un gran chorten. Els murs tenen imatges de bodhisattves: Maitreya, Avalokitesvara i Manjuri. Però l'interès d'aquesta capella rau en la seva esplèndida decoració mural, que omple tots els seus racons.
- El Lotsawa Lakhang i
- El Jampal Lakhang

Dos santuaris molt similars i de reduïdes dimensions, el primer dedicat a Sakiamuni i el segon a Manjuri, acompanyats de moltes altres divinitats.
- El Tsoma Lakhang

El Tsoma Lakhang (Temple Nou) Decorat amb murals de gran qualitat però ja del segle xiv, més moderns que els de les capelles anteriors.

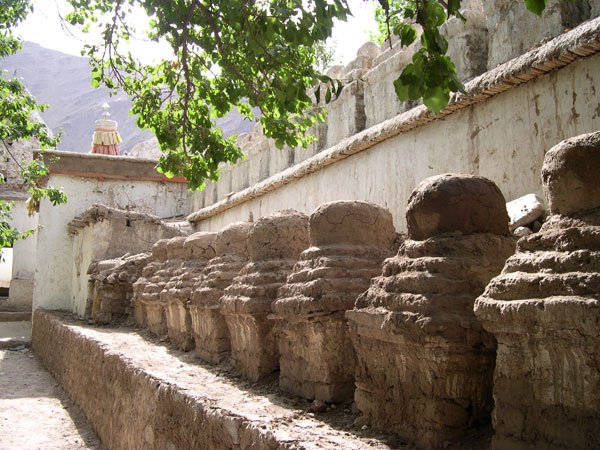
El Choskhor d'Alchi
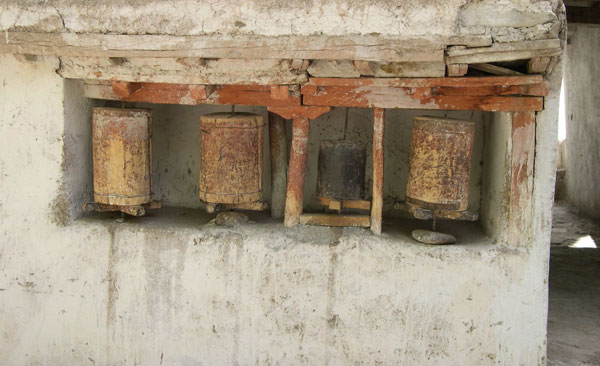
El Choskhor d'Alchi
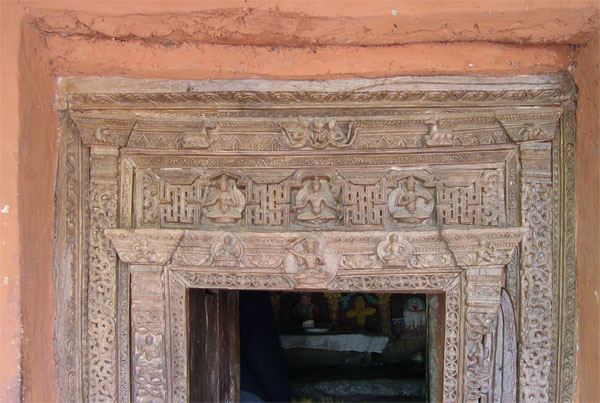
Porta del Jampal Lakhang

## Palau de Sonam Dorje

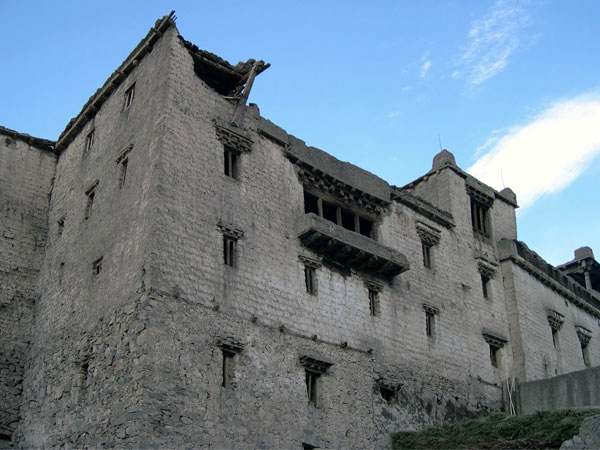
El palau de Sonam Dorje

Es tracta d'una residència de la família reial, l'edifici més antic de la població, fora del Choskhor. Es va aixecar a cavall dels segles xviii i xix. Actualment només és utilitzat ocasionalment.
Es tracta d'un edifici de cinc plantes bastit a tocar de la muntanya. Es troba en mal estat de conservació.